# 関西オープンゴルフ選手権競技
関西オープンゴルフ選手権競技（かんさいオープンゴルフせんしゅけんきょうぎ）は、日本ゴルフツアー機構（JGTO）公認の男子プロゴルフトーナメントの一つである。
毎年4月第4週に、関西地方のゴルフ場を対象に開催コースを変えて行う「サーキットトーナメント方式」を採用している。2021年現在、賞金総額6000万円、優勝賞金1200万円。

## 概要
関西ゴルフ連盟の主催、日本ゴルフ協会などの後援により開催されており、毎年10月に開催されている日本オープンの予選競技でもある。1926年に第1回大会が行われ、以降、戦争などの中断時期を挟みながら開催している。
2008年までは日本ゴルフツアー機構のツアー外競技に指定されていたが、1991年を最後に途絶えたツアー競技として2009年に復活するとJGTOの小泉直会長（当時）が語り、2009年に18年ぶりにツアー競技に指定した。しかし2020年は新型コロナ感染拡大のため1年延期された。

## 歴代優勝者
| 回数                                             | 開催年 | 優勝者                     | 開催コース                                |
| ------------------------------------------------ | ------ | -------------------------- | ----------------------------------------- |
| 第1回                                            | 1926年 | 福井覚治                   | 茨木カンツリー倶楽部                      |
| 第2回                                            | 1927年 | 中上数一                   | 鳴尾ゴルフ倶楽部                          |
| 第3回                                            | 1928年 | 宮本留吉                   | 茨木カンツリー倶楽部                      |
| 第4回                                            | 1929年 | 森岡二郎                   | 鳴尾ゴルフ倶楽部                          |
| 第5回                                            | 1930年 | 石角武夫                   | 茨木カンツリー倶楽部                      |
| 第6回                                            | 1931年 | 宮本留吉                   | 鳴尾ゴルフ倶楽部                          |
| 第7回                                            | 1932年 | 森岡二郎                   | 廣野ゴルフ倶楽部                          |
| 第8回                                            | 1933年 | 戸田藤一郎                 | 茨木カンツリー倶楽部                      |
| 第9回                                            | 1934年 | 森岡二郎                   | 鳴尾ゴルフ倶楽部                          |
| 第10回                                           | 1935年 | 森岡二郎                   | 鳴尾ゴルフ倶楽部                          |
| 第11回                                           | 1936年 | 上樫岩一                   | 茨木カンツリー倶楽部                      |
| 第12回                                           | 1937年 | 村木章                     | 鳴尾ゴルフ倶楽部                          |
| 第13回                                           | 1938年 | 戸田藤一郎                 | 廣野ゴルフ倶楽部                          |
| 第14回                                           | 1939年 | 戸田藤一郎                 | 廣野ゴルフ倶楽部                          |
| 1940年〜1948年は第二次世界大戦の影響のため中止。 |        |                            |                                           |
| 第15回                                           | 1949年 | 戸田藤一郎                 | 宝塚ゴルフ倶楽部                          |
| 第16回                                           | 1950年 | 宮本留吉                   | 鳴尾ゴルフ倶楽部                          |
| 第17回                                           | 1951年 | 宮本留吉                   | 宝塚ゴルフ倶楽部                          |
| 第18回                                           | 1952年 | 山田弥助                   | 廣野ゴルフ倶楽部                          |
| 第19回                                           | 1953年 | 石井迪夫                   | 茨木カンツリー倶楽部                      |
| 第20回                                           | 1954年 | 木本三次                   | 鳴尾ゴルフ倶楽部                          |
| 第21回                                           | 1955年 | 石井迪夫                   | 廣野ゴルフ倶楽部                          |
| 第22回                                           | 1956年 | 石井哲雄                   | 宝塚ゴルフ倶楽部                          |
| 第23回                                           | 1957年 | 島村祐正                   | 茨木カンツリー倶楽部                      |
| 第24回                                           | 1958年 | 橘田規                     | 鳴尾ゴルフ倶楽部                          |
| 第25回                                           | 1959年 | 石井迪夫                   | 愛知カンツリー倶楽部                      |
| 第26回                                           | 1960年 | 新井進                     | 奈良国際ゴルフ倶楽部                      |
| 第27回                                           | 1961年 | 石井哲雄                   | 名古屋ゴルフ倶楽部・和合コース            |
| 第28回                                           | 1962年 | 橘田規                     | 西宮カントリー倶楽部                      |
| 第29回                                           | 1963年 | 橘田規                     | 廣野ゴルフ倶楽部                          |
| 第30回                                           | 1964年 | 杉原輝雄                   | 古賀ゴルフ・クラブ                        |
| 第31回                                           | 1965年 | 杉原輝雄                   | 鳴尾ゴルフ倶楽部                          |
| 第32回                                           | 1966年 | 宮本省三                   | 茨木カンツリー倶楽部                      |
| 第33回                                           | 1967年 | 鈴村照男                   | 四日市カンツリー倶楽部                    |
| 第34回                                           | 1968年 | 杉原輝雄                   | 下関ゴルフ倶楽部                          |
| 第35回                                           | 1969年 | 内田繁                     | 廣野ゴルフ倶楽部                          |
| 第36回                                           | 1970年 | 島田幸作                   | 鳴尾ゴルフ倶楽部                          |
| 第37回                                           | 1971年 | 杉原輝雄                   | 茨木カンツリー倶楽部                      |
| 第38回                                           | 1972年 | 吉川一雄                   | 廣野ゴルフ倶楽部                          |
| 第39回                                           | 1973年 | 杉原輝雄                   | 西宮カントリー倶楽部                      |
| 第40回                                           | 1974年 | 杉原輝雄                   | 奈良国際ゴルフ倶楽部                      |
| 第41回                                           | 1975年 | 杉原輝雄                   | 小野ゴルフ倶楽部                          |
| 第42回                                           | 1976年 | 前田新作                   | 琵琶湖カントリー倶楽部                    |
| 第43回                                           | 1977年 | 山本善隆                   | 日野ゴルフ倶楽部                          |
| 第44回                                           | 1978年 | 金本章生                   | 近江カントリー倶楽部                      |
| 第45回                                           | 1979年 | 宮本康弘                   | 六甲国際ゴルフ倶楽部                      |
| 第46回                                           | 1980年 | 浦西武光                   | 花屋敷ゴルフ倶楽部 よかわコース           |
| 第47回                                           | 1981年 | 金本章生                   | 名神八日市カントリー倶楽部                |
| 第48回                                           | 1982年 | 杉原輝雄                   | 六甲国際ゴルフ倶楽部                      |
| 第49回                                           | 1983年 | 脇田進                     | 有馬ロイヤルゴルフクラブ                  |
| 第50回                                           | 1984年 | 中村通                     | 日野ゴルフ倶楽部                          |
| 第51回                                           | 1985年 | 入江勉                     | 有馬ロイヤルゴルフクラブ                  |
| 第52回                                           | 1986年 | 磯村芳幸                   | 六甲国際ゴルフ倶楽部                      |
| 第53回                                           | 1987年 | 木村政信                   | 旭国際東篠カンツリー倶楽部                |
| 第54回                                           | 1988年 | 曽根保夫                   | 北六甲カントリー倶楽部 東コース           |
| 第55回                                           | 1989年 | 山本善隆                   | 花屋敷ゴルフ倶楽部・ひろのコース          |
| 第56回                                           | 1990年 | 杉原輝雄                   | パインレークゴルフクラブ                  |
| 第57回                                           | 1991年 | 杉原敏一                   | ライオンズカントリー倶楽部                |
| 第58回                                           | 1992年 | 木村政信                   | 万壽ゴルフクラブ                          |
| 第59回                                           | 1993年 | 中瀬壽                     | 美奈木ゴルフ倶楽部                        |
| 第60回                                           | 1994年 | 金山和雄                   | 旭国際東篠カンツリー倶楽部                |
| 第61回                                           | 1995年 | 赤澤全彦                   | にしきカントリークラブ しゃくなげコース   |
| 第62回                                           | 1996年 | 平石武則                   | グランデージゴルフ倶楽部                  |
| 第63回                                           | 1997年 | 高崎龍雄                   | センチュリー吉川ゴルフ倶楽部              |
| 第64回                                           | 1998年 | 杉本周作                   | 滋賀ゴルフクラブ                          |
| 第65回                                           | 1999年 | 平石武則                   | 小野グランドカントリークラブ ニューコース |
| 第66回                                           | 2000年 | 山口治                     | 池田カンツリー倶楽部                      |
| 第67回                                           | 2001年 | 星野英正                   | 三木ゴルフ倶楽部                          |
| 第68回                                           | 2002年 | 上出裕也                   | 奈良国際ゴルフ倶楽部                      |
| 第69回                                           | 2003年 | 大井手哲                   | 東広野ゴルフ倶楽部                        |
| 第70回                                           | 2004年 | 井上忠久                   | 琵琶湖カントリー倶楽部                    |
| 第71回                                           | 2005年 | 山下和宏                   | 城陽カントリー倶楽部 東コース             |
| 第72回                                           | 2006年 | 田保龍一                   | 洲本ゴルフ倶楽部                          |
| 第73回                                           | 2007年 | 山本幸路                   | 加古川ゴルフ倶楽部                        |
| 第74回                                           | 2008年 | 石川遼                     | 滋賀ゴルフクラブ                          |
| 第75回                                           | 2009年 | 藤田寛之                   | 宝塚ゴルフ倶楽部 新コース                 |
| 第76回                                           | 2010年 | 野仲茂                     | 田辺カントリー倶楽部                      |
| 第77回                                           | 2011年 | 趙珉珪（チョ・ミンギュ）   | 小野ゴルフ倶楽部                          |
| 第78回                                           | 2012年 | 武藤俊憲                   | 泉ヶ丘カントリークラブ                    |
| 第79回                                           | 2013年 | ブラッド・ケネディ         | オリムピックゴルフ倶楽部                  |
| 第80回                                           | 2014年 | 小田孔明                   | 六甲カントリー倶楽部                      |
| 第81回                                           | 2015年 | 片岡大育                   | 名神八日市カントリー倶楽部                |
| 第82回                                           | 2016年 | 趙炳旻（チョ・ビョンミン） | 橋本カントリークラブ                      |
| 第83回                                           | 2017年 | 今平周吾                   | 城陽カントリー倶楽部 東・西コース         |
| 第84回                                           | 2018年 | 時松隆光                   | 小野東洋ゴルフ倶楽部                      |
| 第85回                                           | 2019年 | 大槻智春                   | KOMAカントリークラブ                      |
| 第86回                                           | 2021年 | 星野陸也                   | 有馬ロイヤルゴルフクラブ                  |
| 第87回                                           | 2022年 | 比嘉一貴                   | よみうりカントリークラブ                  |
| 第88回                                           | 2023年 | 蟬川泰果                   | 泉ヶ丘カントリークラブ                    |
| 第89回                                           | 2024年 | 幡地隆寛                   | 名神八日市カントリー倶楽部                |
| 第90回                                           | 2025年 | 金子駆大                   | 日野ゴルフ倶楽部 キングコース             |

## テレビ中継
- CS放送:スカイA（スカイA ゴルフシリーズ参照）及びゴルフ専門チャンネルのゴルフネットワークで中継される。
- 地上波:第1期ツアー競技時代に、近畿放送→京都放送（KBS京都）製作でKBSとサンテレビジョンで実況放送されていた。その後ツアー競技から撤退したときにダスキン協賛でテレビ大阪から中継された時代があったが、その後地上波での放映が一時途絶えることになった。しかし、関西オープンのツアー競技復帰を機に、2009年から再び地上波での中継が復活した。なお、中継形態は次の通りである（放送時間表記はいずれもJST）。
  - 2009年：スカイA製作のものをサンテレビジョンでそのまま放送（実況は朝日放送テレビ（ABCテレビ）のアナウンサーが担当し、サンテレビジョンからはレポーター役のアナウンサーを派遣）。
  - 2010年：サンテレビジョンが3日目と最終日（8月21日・8月22日）をそれぞれ16:00 - 17:30に実況放送するほか、京都府での開催であったことからKBS京都も最終日のみ深夜に放送した（製作：サンテレビジョン、製作協力：スカイA、ABCテレビ、瀬戸内海放送（KSB）。2009年と同様、実況はABCテレビのアナウンサーが担当し、サンテレビジョンからはリポーター役のアナウンサーを派遣）。
  - 2011年：サンテレビジョンが3日目と最終日（8月20日・8月21日）をそれぞれ16:00 - 17:30に実況放送。リポーターは2日間ともサンテレビのアナウンサーが担当。実況は3日目はサンテレビのアナウンサー、最終日はABCテレビのアナウンサーが担当。
  - 2012年:サンテレビジョンが3日目と最終日（8月18日・8月19日）をそれぞれ16:00 - 17:30に実況放送。この年は実況がサンテレビのアナウンサー、リポーターはKSBのアナウンサーが担当した。

## 大会での出来事
2009年8月開催の当選手権（宝塚ゴルフ倶楽部）に於いて、21日に、石川遼らのプレーを観戦していた観客らが、スズメバチに相次いで刺されるトラブルがあった。観客の一部が軽傷を負ったが、石川は無事だった。